# 2022 UX1
2022 UX1 es un asteroide Apolo y un objeto próximo a la Tierra (NEO) con un diámetro estimado entre 6,7 y 15 metros. El cuerpo pasó a una distancia nominal de 1.198.605 km (0,008 UA) de la Tierra, el 11 de octubre de 2023.

## Datos de aproximación más cercana
| Fecha/Hora (UTC)                     | Distancia mínima a la Tierra | Distancia mínima a la Tierra | Distancia máxima a la Tierra | Distancia máxima a la Tierra | Velocidad relativa (km/s) | Magnitud aparente |
| Fecha/Hora (UTC)                     | km                           | UA                           | km                           | UA                           | Velocidad relativa (km/s) | Magnitud aparente |
| ------------------------------------ | ---------------------------- | ---------------------------- | ---------------------------- | ---------------------------- | ------------------------- | ----------------- |
| 11 de octubre de 2023, 13:53 ± 04:47 | 736.517                      | 0.00492                      | 2.014.229                    | 0.01346                      | 8.58                      | 20.15             |

No había riesgo de un impacto en la Tierra durante el acercamiento a la Tierra en octubre  de 2023. Suponiendo que el asteroide tiene entre 14 y 30 metros de diámetro, un impacto por él no alcanzaría el suelo y se desfragmentaría a unos 30 km de la superficie.

## Próximos acercamientos a la Tierra
| Fecha/Hora (UTC)                     | Distancia mínima a la Tierra | Distancia mínima a la Tierra | Distancia máxima a la Tierra | Distancia máxima a la Tierra | Velocidad relativa (km/s) |
| Fecha/Hora (UTC)                     | km                           | UA                           | km                           | UA                           | Velocidad relativa (km/s) |
| ------------------------------------ | ---------------------------- | ---------------------------- | ---------------------------- | ---------------------------- | ------------------------- |
| 12 de octubre de 2024, 08:45 ± 00:53 | 7.458.205                    | 0,04986                      | 7.778.083                    | 0,05199                      | 9.89                      |
| 14 de octubre de 2025, 15:02 ± 04:12 | 14.831.233                   | 0,09914                      | 16.120.767                   | 0,10776                      | 11.45                     |
| 17 de octubre de 2026, 04:28 ± 09:38 | 22.362.873                   | 0,14949                      | 25.199.000                   | 0,16844                      | 13.13                     |
| 19 de octubre de 2027, 14:38 ± 14:25 | 29.592.208                   | 0,19781                      | 33.842.514                   | 0,22622                      | 14.72                     |
| 21 de octubre de 2028, 01:33 ± 19:19 | 3.7031.202                   | 0,24754                      | 42.645.094                   | 0,28506                      | 16.40                     |